# Informatikus

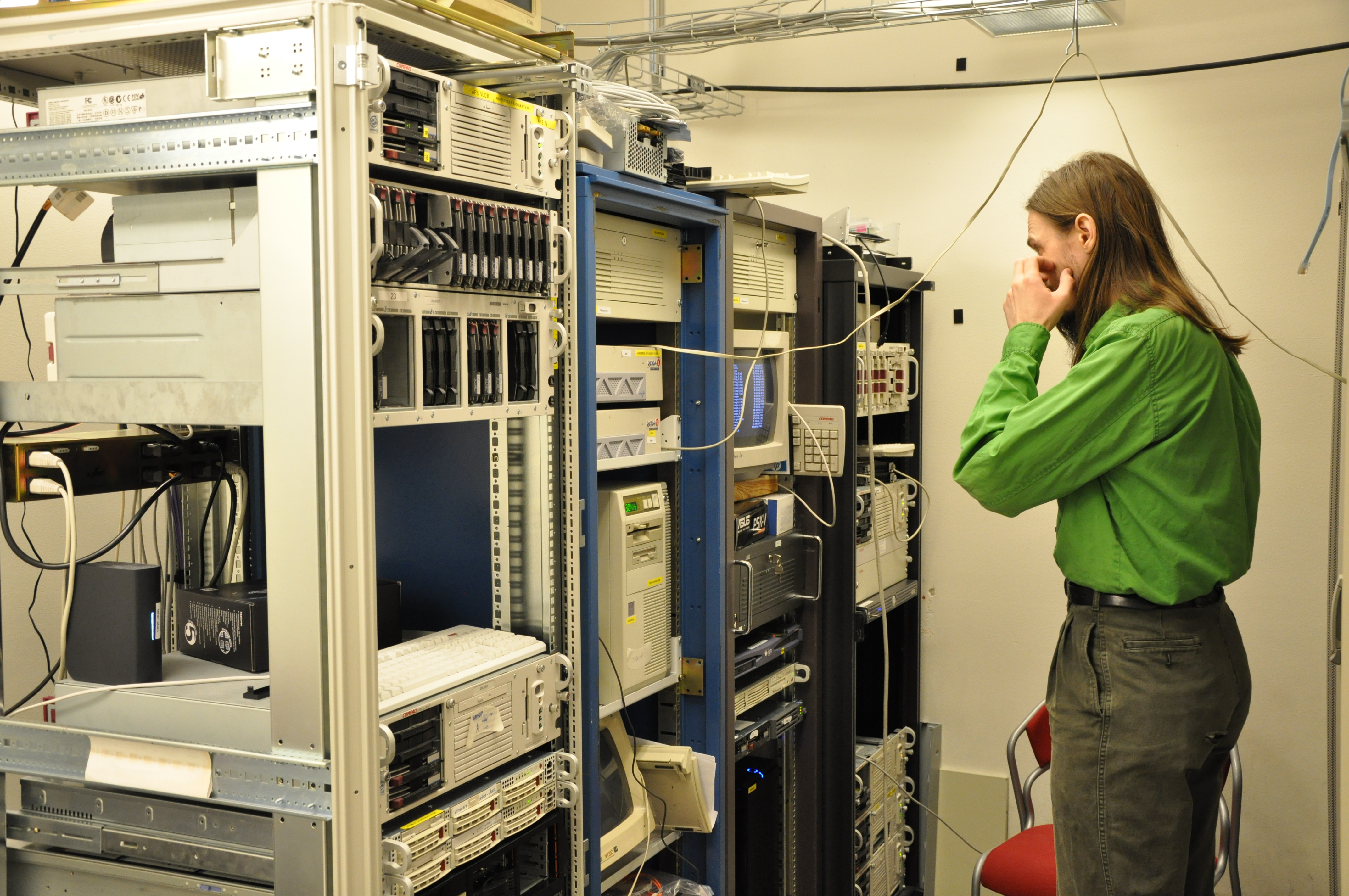
Informatikus munka közben

Az informatikus szakma egy általános számítástechnikával, információtechnológiával és ezekhez kapcsolódó, főként mérnöki jellegű tudományokkal (elektronika és mikroelektronika) foglalkozó gyakorlati szakembereket leíró fogalom; más formában az informatikus egy informatikával foglalkozó szakember.
Az informatikusok képzése eredetileg a villamosmérnöki képzésből, valamint a programozó matematikusi képzésből alakult ki; a kilencvenes évek közepe előtt a legtöbb informatikusnak még nem szerepelt informatikusi képzettség a diplomájában, oklevelében.
A fogalom maga nagyon általános, mert magában foglal úgy egyetemi, mint főiskolai végzettséggel szerezhető szakmát, valamint potenciálisan átöleli szinte az összes számítástechnikával kapcsolatos tevékenységet, bár az elterjedt használata alapján rajta inkább a számítástechnika szoftver oldalát (programozás, hálózati üzemeltetés, tervezés) értjük, és sokkal kevésbé a hardverrel foglalkozó szakmákat (mint például integrált áramkörök tervezése, számítógéptervezés és -előállítás vagy hálózatok fizikai kiépítése).
A szakma angol megnevezése computer engineer („számítástechnikai mérnök”) vagy engineer of information technology („információ-technológiai mérnök”).
Másik megnevezés diplomában vagy oklevélben: Computer Science Engineer

#### Az informatikus és a rendszergazda közötti különbség
Az informatikus és a rendszergazda képzettsége sok esetben megegyezik. Míg azonban az informatikus döntően programozási, fejlesztési feladatokat lát el, addig a rendszergazda a cégek és vállalatok informatikai rendszeréért felel. Fő feladata ezeknek a komplett informatikai rendszereknek a kialakítása és stabil, biztonságos üzemeltetése.